# West-Nil-Fieber
Das West-Nil-Fieber ist eine durch das West-Nil-Virus hervorgerufene Infektionskrankheit, die hauptsächlich bei Vögeln, gelegentlich aber auch bei Säugetieren (einschließlich des Menschen) auftritt. Das Vorkommen bei Vögeln oder Pferden ist in Deutschland eine anzeigepflichtige Tierseuche, die dort erstmals 2018 in Sachsen-Anhalt an einem Bartkauz aus Halle nachgewiesen werden konnte.

## Symptome

### Mensch
Beim Menschen ergeben sich in 80 % der Fälle keine Symptome durch die Infektion. In anderen Fällen ergeben sich Grippe-ähnliche Symptome. Das Virus ist in der Lage, die Blut-Hirn-Schranke zu passieren, und kann dadurch eine Enzephalitis (Entzündung des Gehirns), Meningitis (Entzündung der Hirnhäute) oder akute schlaffe Lähmung (Paralyse) auslösen; dies geschieht bei unter 0,67 % der Fälle. Beide Formen können tödlich enden, wobei die Letalität bei Beteiligung des Zentralnervensystems („neuroinvasive Formen“) bei bis zu 10 % liegt. Neueren Erkenntnissen zufolge kann das Virus auch Nierenversagen auslösen.
Die neuroinvasiven Infektionen führen darüber hinaus häufig zu schweren bleibenden Behinderungen. Personen über 50 Jahren haben ein höheres Risiko, eine schwere Form der Krankheit zu entwickeln. Die Symptome entwickeln sich nach 3 bis 14 Tagen Inkubationszeit.
Eine Infektion mit dem West-Nil-Virus kann beim Menschen zu einem postakuten Infektionssyndrom führen. Charakteristische Symptome des Post-West-Nil-Virus-Syndroms sind motorische Störungen, Muskelschwäche und postinfektiöse Fatigue (eine starke Entkräftung). Ein Teil der Betroffenen erkrankt an der Myalgischen Enzephalomyelitis/dem Chronischen Fatigue-Syndrom (ME/CFS).

### Tiere
Bei Pferden verhält sich die Erkrankung ähnlich wie beim Menschen, das heißt, in der Mehrzahl der Fälle verläuft die Erkrankung symptomlos. Selten kann sich auch bei Pferden eine Gehirnentzündung (Enzephalitis) entwickeln. Dabei treten Verhaltensänderungen wie Schreckhaftigkeit, Berührungsüberempfindlichkeit, Muskelzittern im Bereich der Kopf- und Halsmuskulatur sowie Gangstörungen (Ataxien und Lähmungen) auf.

## Behandlung
Ein Medikament, welches direkt gegen das Virus wirkt, ist nicht verfügbar. Die Behandlung erfolgt symptomatisch.

## Prophylaxe
Beim Pferd gibt es die Möglichkeit, prophylaktisch gegen das West-Nil-Virus zu impfen. Die Ständige Impfkommission Veterinärmedizin (Stiko Vet) empfiehlt, Pferde in den betroffenen Gebieten zu impfen. Die Grundimmunisierung der Pferde sollte vor Beginn der nächsten Mückensaison abgeschlossen sein. In Abhängigkeit vom weiteren Seuchengeschehen wird in Deutschland mittelfristig eine flächendeckende Impfung von Pferden angestrebt.
Für den Menschen ist keine Impfung verfügbar.

## Meldepflicht beim Menschen
In Deutschland ist der Nachweis des Erregers West-Nil-Virus nach § 7 Absatz 1 Infektionsschutzgesetz (IfSG) namentlich zu melden, soweit der Nachweis auf eine akute Infektion hinweist. Meldepflichtig sind die Leitungen der Labore usw. (§ 8 IfSG).
In Österreich ist West-Nil-Fieber eine anzeigepflichtige Krankheit gemäß § 1 Abs. 1 Nr. 2 Epidemiegesetz 1950. Meldepflichtig sind Erkrankungs- und Todesfälle. Zur Anzeige verpflichtet sind unter anderen Ärzte und Labore (§ 3 Epidemiegesetz 1950).
In der Schweiz besteht Meldepflicht für West-Nil-Fieber in Bezug auf einen positiven laboranalytischer Befund durch die behandelnden Ärztinnen und Ärzte, Spitäler und andere öffentliche und private Institutionen des Gesundheitswesens. Zudem bei positiven Laborbefund für die Erreger West-Nil-Virus durch das untersuchende Laboratorium. Dies ergibt sich aus dem Epidemiengesetz (EpG) in Verbindung mit der Epidemienverordnung und Anhang 1 bzw. Anhang 3 der Verordnung des EDI über die Meldung von Beobachtungen übertragbarer Krankheiten des Menschen.

## Statistik
Das Robert-Koch-Institut (RKI) meldete 2020 20 Fälle des West-Nil-Fiebers, darunter einen Todesfall. Betroffen waren die Bundesländer Sachsen, Berlin und Sachsen-Anhalt.